# Ta det tillbaka!
Ta det tillbaka! är ett album från 2010 med Mikael Wiehe.

## Låtlista

### CD 1 – Studio
1. Berget
2. Har banken ta’tt din villa
3. Hej då, trevligt att träffas
4. Nyliberal
5. Fascismens racka
6. Ta det tillbaka
7. Strö all min kärlek
8. Skåla för bättre tider
9. Gud, är det sant
10. Medelklassgrabb
11. Hymn till människan

### CD 2 – Live
1. Jag har vänner
2. Falsk matematik
3. Keops pyramid
4. Den jag kunde va
5. Sång till friheten
6. Ni som tjänar på krig
7. Flickan och kråkan
8. Var inte rädd mitt barn
9. Valet
10. En sång till modet
11. Det här är ditt land
12. Vad bryr sej kärleken
13. Victor Jara
14. Titanic

## Listplaceringar
| Lista (2010) | Topplacering |
| ------------ | ------------ |
| Norge        | 35           |
| Sverige      | 2            |

### Fotnoter
1. ↑  ”Norwegian Charts”. http://norwegiancharts.com/showitem.asp?interpret=Mikael+Wiehe&titel=Ta+det+tillbaka%21&cat=a. Läst 13 december 2011.
2. ↑  ”Hitparad”. http://hitparad.se/showitem.asp?interpret=Mikael+Wiehe&titel=Ta+det+tillbaka%21&cat=a. Läst 13 december 2011.